# Deltadromeus
 Deltadromeus  ist eine wenig bekannte Gattung theropoder Dinosaurier aus der frühen Oberkreide (frühes Cenomanium) Afrikas. Obwohl er ursprünglich als ein Vertreter der Coelurosauria beschrieben wurde, gilt er heute als ein Vertreter der Ceratosauria. Einzige Art ist Deltadromeus agilis.
Paul Sereno und Kollegen (1996) beschrieben Deltadromeus anhand eines fragmentarischen, schädellosen Skeletts, das aus den Kem-Kem-Beds im südwestlichen Marokko stammt. Zusätzlich zu diesem Skelett ordneten diese Forscher ein weiteres fragmentarisches schädelloses Skelett dieser Gattung zu, das aus der Bahariya-Formation in Ägypten stammt. Dieses Skelett wurde zuvor Bahariasaurus zugeschrieben, ist aber heute zerstört.
Der Name Deltadromeus (gr. delta (griechischer Buchstabe), dromeus – „Läufer“) bedeutet so viel wie „Delta-Läufer“ und soll zum einen auf die Fundschicht hinweisen, die als Ablagerungen eines Flussdeltas interpretiert werden, und zum anderen auf die an ein schnelles Laufen angepassten Hinterbeine.

## Merkmale und Abgrenzung
Deltadromeus war ein an schnelles Laufen angepasster Theropode, worauf die Längenproportionen der Beinknochen hinweisen. Die Beinknochen sind außerdem sehr dünn: Im Verhältnis zur Knochenlänge sind sie etwa ebenso dick wie die von Ornithomimus, erreichen aber nur 50 bis 60 % der Dicke, wie sie Allosaurus aufweist.

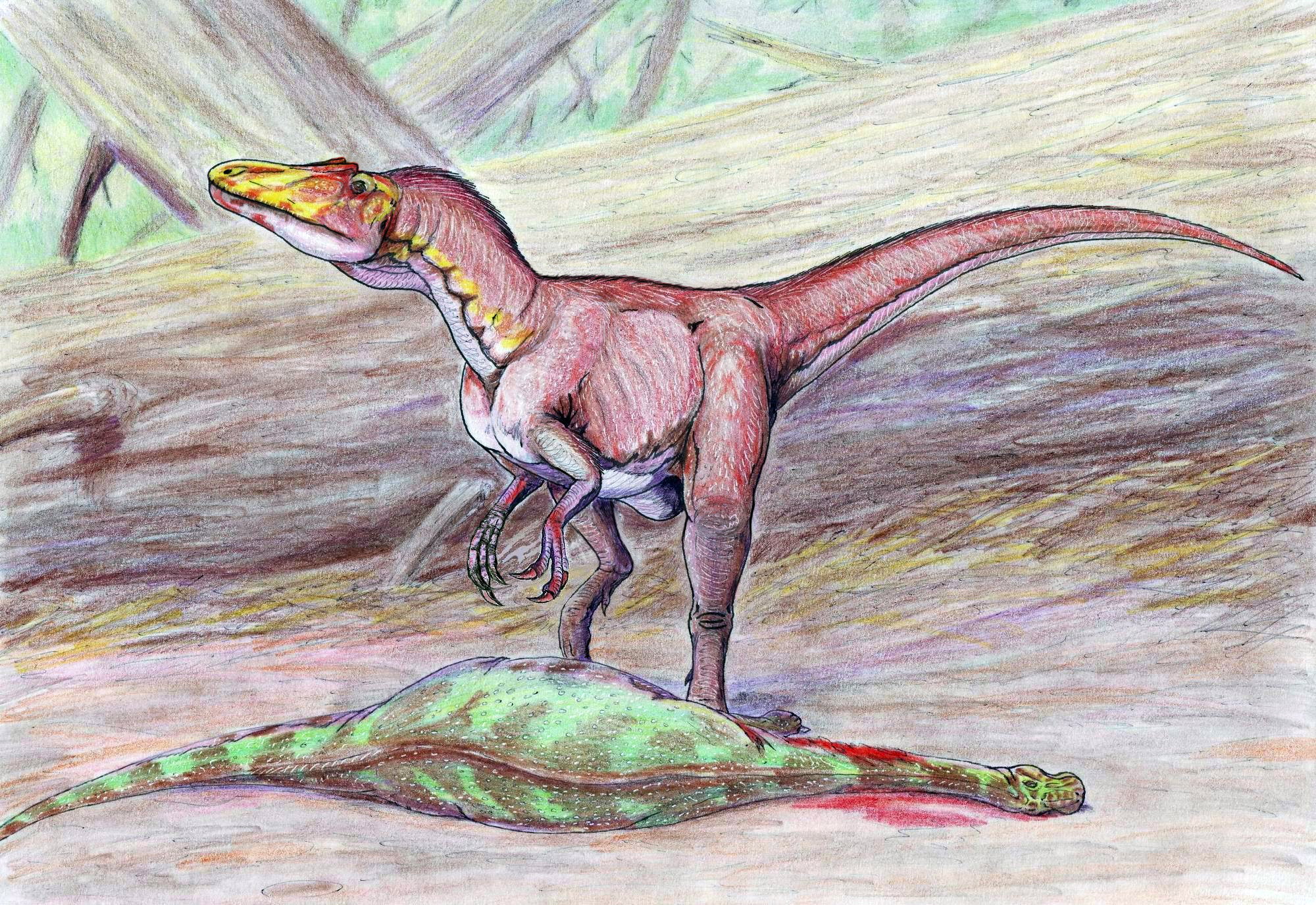
Künstlerische Darstellung von Deltadromeus

Das in Marokko entdeckte Holotyp-Exemplar wird auf eine Länge von 8 Metern geschätzt, wobei das aus Ägypten stammende Exemplar deutlich größer war und auf eine Länge von 11 Meter geschätzt wird.
Von anderen Vertretern der Ceratosauria lässt sich diese Gattung durch die breiten quadratischen Dornfortsätze der vorderen Schwanzwirbel, eine Vertiefung an der Vorderkante des Rabenbeins (Coracoid), dem dorsoventral verschmälerten Mittelschaft des Sitzbeins (Ischium) sowie dem reduzierten distalen Gelenkknorren des vierten Mittelfußknochens abgrenzen.
Carrano und Kollegen (2008) merken an, dass sich Deltadromeus anhand der vorliegenden Fossilien nicht eindeutig von Bahariasaurus abgrenzen lässt, womit die Möglichkeit besteht, dass beide Gattungen identisch sind. Zur Aufklärung dieses Problems sind weitere Fossilfunde erforderlich.

## Systematik
Die Verwandtschaftsbeziehungen dieser Gattung sind umstritten. Während sie anfangs häufig den Coelurosauria zugeschrieben wurde, gehen jüngere Studien davon aus, dass es sich um einen Vertreter der Ceratosauria handelt. Wilson (2003) und Sereno und Kollegen (2004) klassifizieren Deltadromeus als einen basalen (ursprünglichen) Vertreter der Noasauridae, einer Gruppe der Abelisauroidea innerhalb der Ceratosauria. Carrano und Sampson (2008) sowie Xu und Kollegen (2009) kommen derweil zum Ergebnis, dass Deltadromeus ein basaler Vertreter der Ceratosauria außerhalb der Abelisauroidea gewesen ist.